# 马绍尔群岛签证政策

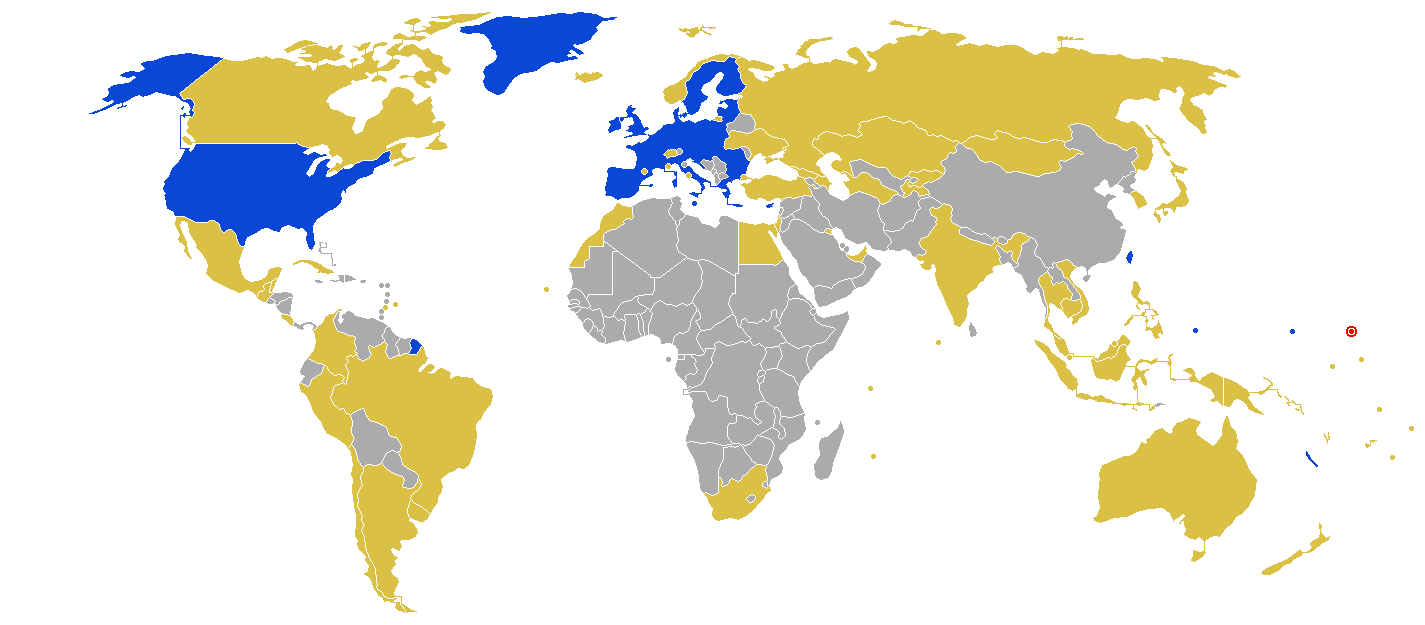
馬紹爾群島
免簽證
落地簽證

以下国家的公民可以免签证或者获得马绍尔群岛落地签证：

## 免签证
- 歐洲聯盟全體成員國
- 密克羅尼西亞聯邦
- 帛琉
- 中華民國[1]
- 美国
- 英国

## 落地签证
| - 安道尔 - 阿根廷 - 巴西 - 柬埔寨 - 加拿大 - 智利 - 哥伦比亚 - 古巴 - 埃及 - 斐济 - 冰島 - 印度 - 印度尼西亞 - 以色列 - 日本 - 基里巴斯 - 科索沃 - 科威特 - 马来西亚 - 馬爾地夫 - 馬爾他騎士團 |  | - 模里西斯 - 墨西哥 - 摩納哥 - 蒙古国 - 摩洛哥 - 瑙鲁 - 新西兰 - 挪威 - 秘魯 - 菲律賓 - 俄羅斯 - 萨摩亚 - 塞舌尔 - 新加坡 - 所罗门群岛 - 南非 - 瑞士 - 泰國 - 土耳其 - 乌克兰 - 阿联酋 - 乌拉圭 - 梵蒂冈 - 越南 |